# Franz Josef Waitzenegger

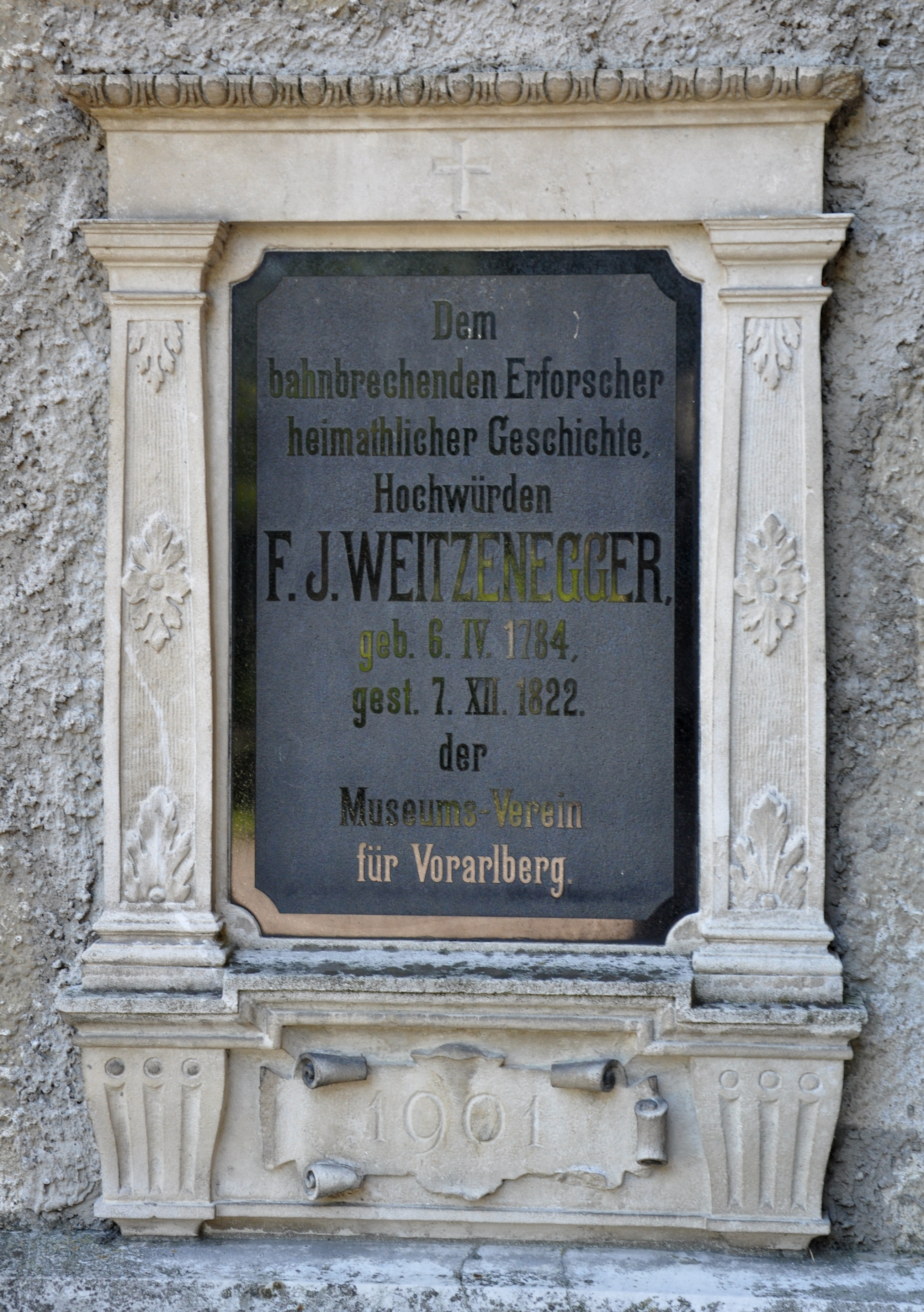
Gedenktafel des Museumsvereins für Franz Josef Waitzenegger an der Pfarrkirche St. Gallus in Bregenz

Franz Josef Waitzenegger (auch Franz Joseph Waitzenegger und Franz Josef Weitzenegger; * 8. Mai 1784 in Bregenz; † 7. Dezember 1822 ebenda) war ein österreichischer katholischer Theologe und Historiker.

## Leben
Franz Josef Waitzenegger war in den Jahren 1795 bis 1799 Gehilfe seines Vaters, der eine Ziegelhütte leitete. Als Nächstes war er als Lehrling eines Kürschners tätig. Ab 1802 studierte er am Benediktinerkloster in Mehrerau Philosophie und im nächsten Semester an der Universität Innsbruck. Danach studierte er in Landshut Theologie. Franz Waitzenegger empfing im Jahr 1810 die Priesterweihe. Als Priester war er an verschiedenen Orten tätig, zuletzt in Oberndorf. Als er im Jahr 1815 an einem starken Fieber erkrankte, konnte er dort lange nicht mehr als Priester dienen. Diese Krankheitsphase verbrachte er bei seiner Schwester, welche auch in Bregenz lebte. In dieser Zeit beschäftigte er sich zunehmend mit religiösen, biographischen, historischen und heimatkundlichen Themen die er zu Papier brachte und veröffentlichte. Dort war er bis zum Sommer 1816 als Beichtvater tätig. Im Alter von erst 38 Jahren verstarb Franz Josef Waitzenegger am 7. Dezember 1822, immer noch in Bregenz.

## Schriften
- Das alte Bergschloß Bregenz. 1820.
- Gelehrten- und Schriftsteller-Lexikon der deutschen katholischen Geistlichkeit (Fortsetzung des Werkes von Franz Karl Felder; Waitzenegger verfasste die Bände 2 und 3).
- Vorarlberg aus den Papieren des in Bregenz verstorbenen Priesters Franz Josef Waitzenegger. Innsbruck 1839, drei Bände (gilt als erste gedruckte Geschichte Vorarlbergs).